# 跡部信秋
跡部 信秋（あとべ のぶあき）は、戦国時代の武将。甲斐武田氏の家臣。

## 略歴
甲府市千塚（千塚村）の攀桂寺所蔵『跡部氏系譜』によれば跡部宗勝（上野助、信長）の嫡男で名は「信秋」、尾張守を称し従五位下、出家して「攀桂斎」と号したという。生没年は不詳。子に勝資（大炊助→尾張守）、良直（又五郎）ほか娘が2人おり、武田信虎・晴信（信玄）期に仕え甲斐国内の9か村を領したという。『寛永諸家系図伝』や「跡部譜」『寛政重修諸家譜』では名が不詳で「伊賀守某」とし、信秋以前の系譜も記されていない。
跡部氏は信濃国守護小笠原氏庶流で信濃跡部郷に発し、室町時代には跡部景家の頃甲斐国守護代として権勢を持つ。景家は武田氏の討伐を受けて没落し晴信・勝頼期には武田家臣団のなかに一族の名が見られるが、『跡部氏系譜』では信秋の出自が守護代跡部氏に遡ることは記されているものの、正確な系譜は不明。
『甲斐国志』巻97人物部には「跡部伊賀守」、巻101士庶部「跡部伊賀守信秋（千塚村）」の項目があり、攀桂寺寺記を典拠に実名と出家名を紹介し、攀桂寺が位牌所で伊賀守信秋夫婦の位牌が祀られていると記されている。一方で、『国志』では『甲陽軍鑑』を典拠に尾張守勝資を伊賀守信秋の嫡男とするのは誤りであるとしている。『跡部氏系譜』では尾張守勝資（大炊助）は伊賀守信秋の嫡男とされており、『国志』の説は『軍鑑』の記述を無批判で受け入れた誤りであることが指摘されている（服部治則による）。
同時代文書では『高白斎記』天文22年（1553年）8月28日条に名が見られ、他の跡部一族と共に活躍が見られる。また、諸役免許を与えた文書の奏者としても名が見られ、晴信側近の駒井高白斎に次いで頻出していることも着目されている。ほか無年号文書にも名前が見られる。高野山成慶院所蔵『武田家過去帳』に名が見られ、弘治3年（1557年）時点では活動が確認されている。
永禄10年（1567年）2月26日付海口之郷宛武田家朱印状では「攀桂斎」の号が見られ、同時期には嫡男の勝資にあたる「跡部大炊助」の名が散出し始め、元亀元年（1570年）4月を最後に信秋の竜朱印状の奏者としての活動が確認できないことから、この頃には隠居または死去していると考えられている。